# Gegenvormund
Der Gegenvormund war bis 2022 eine spezielle Form der gesetzlichen Vertretung in Deutschland, die der Kontrolle des eigentlich bestellten Vormundes im Bereich der Vermögenssorge dient (§ 1792 BGB). Der Gegenvormund hatte Kontroll- und Überwachungspflichten und entlastete dadurch das Familiengericht (bei der Vormundschaft) bzw. das Betreuungsgericht (bei Betreuungen). Im Bereich der Betreuung Volljähriger wurde die Funktion Gegenbetreuer genannt (infolge des Verweises in § 1908i Abs. 1 BGB auf § 1792 BGB).
Zum 1. Januar 2023 wurde die Gegenvormundschaft bzw. Gegenbetreuung abgeschafft.

## Bestellung des Gegenvormundes
Zuständig für die Bestellung ist der Rechtspfleger des Familien- bzw. des Betreuungsgerichtes. Der Gegenvormund/Gegenbetreuer wird in der Praxis in der Regel bei der Verwaltung größerer Vermögenswerte bestellt. Er hat hier insbesondere die Aufgabe, den Vormund/Betreuer zu überwachen und bei Pflichtwidrigkeiten das Familien- bzw. Betreuungsgericht einzuschalten. Der
Vormund/Betreuer hat dem Gegenvormund/Gegenbetreuer Auskunft zu erteilen (§ 1799 BGB).
Die Bestellung eines Gegenvormundes/Gegenbetreuers ist eher die Ausnahme. Ist kein Gegenvormund/Gegenbetreuer vorhanden, so tritt an seine Stelle das Familiengericht bzw. das Betreuungsgericht (§ 1812 Abs. 3 BGB).
Der Gegenvormund /-betreuer kann ehrenamtlich oder beruflich tätig sein. Im letzteren Falle muss die berufliche Tätigkeit nach § 1 VBVG ausdrücklich vom Gericht im Bestellungsbeschluss genannt werden.

## Aufgaben des Gegenvormundes
- Überwachung des Vormundes und Meldung von Pflichtwidrigkeiten an das Gericht, § 1799 BGB
- Mitarbeit beim Vermögensverzeichnis, § 1802 BGB
- Genehmigung bei Sperrvermerken im Rahmen der Mündelgeldanlage, § 1809 BGB
- Genehmigung von regelmäßigen (mündelsicheren) Geldanlagen im Rahmen des § 1807 BGB, § 1810 BGB
- Genehmigung über Geldverfügungen, § 1812 BGB
- Genehmigung bei der Überlassung von Gegenständen, § 1824 BGB
- Anhörung bei gerichtlichen Genehmigungen, § 1826 BGB
- Haftung bei Verletzung der eigenen Pflichten, § 1833 BGB

Nicht dagegen genehmigen kann der Gegenvormund Anlagen des Vormundes nach § 1811 BGB (z. B. Kauf von Investmentanteilen) oder die genehmigungsbedürftigen Geschäfte nach §§ 1821, 1822 BGB. Hier ist stets das Vormundschaftsgericht einzuschalten.
- Prüfung der Jahresrechnung (Rechnungslegung), § 1842 BGB
- Prüfung der Schlussrechnung und Auskunftserteilung, § 1891 BGB

## Vergütung des beruflichen Gegenvormundes
Der Gegenvormund eines Minderjährigen wird nach konkretem Zeitaufwand vergütet, § 3 VBVG. Die Stundensätze liegen zwischen 19,50 Euro und 33,50 Euro, je nach Qualifikation, zuzüglich Umsatzsteuer. Aufwendungsersatz nach § 1835 BGB wird zusätzlich gezahlt.
Bei besonderer Schwierigkeit kann der Stundensatz erhöht werden. Bewilligt das Gericht dem Vormund eines vermögenden Mündels wegen außergewöhnlicher Schwierigkeiten einen erhöhten Stundensatz, kann dieser grundsätzlich auch für die Vergütung des zur Überwachung dieses Vormundes bestellten Gegenvormund herangezogen werden: BayObLG BtPrax 2004, 195 = FGPrax 2004, 236 = FamRZ 2004, 1899 = Rpfleger 2004, 565.

## Vergütung des beruflichen Gegenbetreuers
Ein beruflicher Gegenbetreuer darf nach § 1899 Abs. 1 BGB neben einem beruflichen Betreuer bestellt werden. Dies ist eine Ausnahme vom Verbot der Bestellung mehrerer Berufsbetreuer. Der Gegenbetreuer hat den gleichen pauschalierten Vergütungsanspruch wie der sonstige berufliche Betreuer. Rechtsgrundlagen: § 4 und § 5 VBVG.
Für die Bemessung der Betreuervergütung nach § 5 VBVG ist die erstmalige Begründung des Betreuungsverhältnisses auch in den Fällen maßgebend, in denen der zunächst tätige ehrenamtliche Betreuer wegen mangelnder Eignung entlassen und stattdessen ein Berufsbetreuer oder nachträglich ein Gegenbetreuer nach §§ 1908i, 1792, 1799 BGB bestellt worden ist: Schleswig-Holsteinisches OLG, Beschluss vom 2. Februar 2006, Az. 2 W 12/06.